# Міотоксини
Міотоксини — це отрути, що руйнують м'язову тканину і призводять до її некрозу. Вони досить рідко зустрічаються у живій природі, тільки у деяких вищих грибів та морських змій. У отруті деяких сухопутних змій та павуків теж зустрічаються сполуки цього класу. Дія цих отрут супроводжується сильним і тривалим болем, запальними процесами, некрозом тканин, гангреною. За відсутності медичної допомоги осередки некротичного ураження можуть стати вхідними воротами інфекції та серйозною загрозою сепсису.

## Перші вчені, які зробили внесок у дослідження міотоксинів
Перший, хто зробив великий внесок у класифікацію токсикології, був Теофраст Парацельс. Згодом цю галузь почали доповнювати його наслідувачі. З-поміж них можна виділити таких вчених, як Маріус Пленц, Отто Лове, Люсьєн Боден, Марія Склодовська-Кюрі, Фрідріх Шлегель, Отто Генріх Варбург та інші.